# Каменичка улица
| Улица Каменичка      | Улица Каменичка              |
| -------------------- | ---------------------------- |
|                      |                              |
| Општина              | Градска општина Савски венац |
| Почетак              | Улица краљице Наталије       |
| Крај                 | Улица Карађорђева (Београд)  |
| Створена             | 1872.                        |
| Названа              | 1872.                        |
|                      |                              |
|                      |                              |
| Поглед низ Каменичку |                              |

Каменичка је београдска улица која се налази у општини Савски венац. 
Улица је добила свој први назив, Каменичка, 1872. године. Назив је добила по селу Каменица код Ниша, познатом по борбама у Првом српском устанку и Бици на Чегру 1809. године.
Каменичка улица је смештена у централном делу града. Почиње од улице краљице Наталије, одакле се спушта до Карађорђеве улице. Успут пресеца улицу Гаврила Принципа и има један заједнички угао са почетком Ломине улице. Неке од главних одлика ове улице су да је кратка, калдрмисана и стрма. 
Знаменитости које се налазе у овој улици су:
- Филолошка гимназија у Београду, Каменичка 2
- Економски факултет Универзитета у Београду, Каменичка 6
- Кафана Златна моруна, на углу Каменичке и краљице Наталије
- пијаца Зелени венац, на углу Каменичке и краљице Наталије

## Галерија
- Филолошка гимназија
- табла Филолошке гимназије
- Зелени венац
- Златна моруна (2014)